# Chiloglottis
Chiloglottis – rodzaj roślin z rodziny storczykowatych (Orchidaceae). Obejmuje 26 gatunków i jedna hybrydę występujące w Australii i Oceanii w takich krajach i regionach jak: Wyspy Antypodów, Wyspy Chatham, Nowa Południowa Walia, Nowa Zelandia, Queensland, Australia Południowa, Tasmania, Wiktoria.

## Systematyka
Rodzaj sklasyfikowany do podplemienia Drakaeinae w plemieniu Diurideae, podrodzina storczykowe (Orchidoideae), rodzina storczykowate (Orchidaceae), rząd szparagowce (Asparagales) w obrębie roślin jednoliściennych.
Wykaz gatunków
- Chiloglottis anaticeps D.L.Jones
- Chiloglottis bifaria D.L.Jones
- Chiloglottis chlorantha D.L.Jones
- Chiloglottis cornuta Hook.f.
- Chiloglottis curviclavia D.L.Jones
- Chiloglottis diphylla R.Br.
- Chiloglottis formicifera Fitzg.
- Chiloglottis grammata G.W.Carr
- Chiloglottis gunnii Lindl.
- Chiloglottis jeanesii D.L.Jones
- Chiloglottis longiclavata D.L.Jones
- Chiloglottis palachila D.L.Jones & M.A.Clem.
- Chiloglottis platyptera D.L.Jones
- Chiloglottis pluricallata D.L.Jones
- Chiloglottis reflexa (Labill.) Druce
- Chiloglottis seminuda D.L.Jones
- Chiloglottis sphaerula D.L.Jones
- Chiloglottis sphyrnoides D.L.Jones
- Chiloglottis sylvestris D.L.Jones & M.A.Clem.
- Chiloglottis trapeziformis Fitzg.
- Chiloglottis triceratops D.L.Jones
- Chiloglottis trilabra Fitzg.
- Chiloglottis trullata D.L.Jones
- Chiloglottis truncata D.L.Jones & M.A.Clem.
- Chiloglottis turfosa D.L.Jones
- Chiloglottis valida D.L.Jones

Wykaz hybryd
- Chiloglottis × pescottiana R.S.Rogers